# إدوارد كولز (سياسي)
إدوارد كولز (بالإنجليزية: Edward Coles)‏ هو سياسي أسترالي وبريطاني (وحمل سابقاً جنسية المملكة المتحدة لبريطانيا العظمى وأيرلندا)، ولد في 23 نوفمبر 1874، وتوفي في 16 أكتوبر 1945. حزبياً، نشط في Country Party (South Australia) ‏ ( – فبراير 1928) وLiberal Federation ‏ (فبراير 1928 – ). وقد انتخب عضو مجلس النواب جنوب أستراليا من الجمعية عن دائرة Electoral district of Flinders ‏ وقد انضم خلال فترته النيابية (26 مارس 1927 – 4 أبريل 1930) للكتلة البرلمانية Country Party (South Australia) ‏.